# Adolf Ciborowski

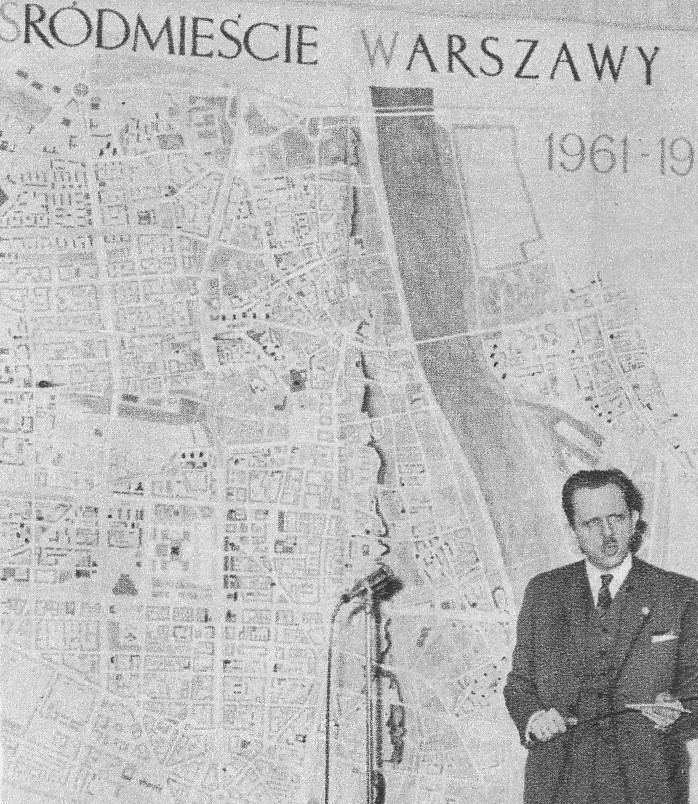
Adolf Ciborowski przedstawiający plany urbanistyczne Warszawy w 1961 roku

Adolf Grzegorz Ciborowski (ur. 25 maja 1919 w Warszawie, zm. 26 stycznia 1987 tamże) – polski architekt, urbanista i polityk, członek Rady Państwa i poseł na Sejm PRL IX kadencji.

## Życiorys
W 1937 zdał maturę w Gimnazjum im. Stanisława Staszica w Warszawie. Absolwent Politechniki Warszawskiej (1946), od 1980 z tytułem prof. nadzwyczajnego nauk technicznych.
W latach 1945–1946 pracował w Biurze Odbudowy Stolicy, w latach 1947–1948 był kierownikiem Biura Planowania Miasta w Szczecinie, w latach 1949–1953 kierownikiem Działu Urbanistyki Zakładu Osiedli Robotniczych w Warszawie, w latach 1954–1956 głównym urbanistą w Komitecie ds. Urbanistyki i Architektury. W latach 1956–1964 naczelny architekt Warszawy a w latach 1964–1967 naczelny dyrektor programu Organizacji Narodów Zjednoczonych odbudowy Skopje. W latach 1967–1973 doradca ds. planowania przestrzennego Sekretariatu ONZ, a w latach 1974–1977 dyrektor Instytutu Kształtowania Środowiska w Warszawie. Od 1975 profesor Politechniki Warszawskiej. Od 1978 dyrektor Instytutu Urbanistyki i Planowania Przestrzennego PW.
Od 1958 był członkiem Zarządu Głównego Towarzystwa Przyjaźni Polsko-Chińskiej. Wszedł w skład prezydium Światowej Rady Pokoju. Był członkiem Polskiej Zjednoczonej Partii Robotniczej. Przewodniczył Radzie Warszawskiej Patriotycznego Ruchu Odrodzenia Narodowego. Był członkiem prezydium Tymczasowej Rady Krajowej PRON w 1982 oraz członkiem RK PRON w 1983. Był też wiceprzewodniczącym Stołecznej Rady Narodowej. W 1985 został wybrany na posła na Sejm IX kadencji, następnie został wybrany na członka Rady Państwa. Zmarł w trakcie kadencji.
Honorowy członek Amerykańskiego Instytutu Architektury i Stowarzyszenia Inżynierów Republiki Macedonii. Członek Komitetu zagospodarowania Przestrzennego Polskiej Akademii Nauk, Państwowej Rady Gospodarki Przestrzennej, Rady do Spraw Mieszkaniowych, Komitetu do Spraw Nauki i Postępu Technicznego, rad naukowych ministrów budownictwa i administracji. Należał do Związku Nauczycielstwa Polskiego, Stowarzyszenia Architektów Polskich, Polskiego Towarzystwa Ekonomicznego. Laureat Nagrody Miasta Stołecznego Warszawy, Nagrody Ministra Nauki i Szkolnictwa Wyższego i Nagrody Komitetu Polskiego Radia i TV i nagrody Fundacji F.V.S. z Hamburga za działalność urbanistyczną przy odbudowie Warszawy (1964). Doradca UNESCO, UNDRO i UNCHS do spraw odbudowy miast zniszczonych przez trzęsienia ziemi. Autor licznych publikacji naukowych. 
Pochowany na cmentarzu Wojskowym na Powązkach w Warszawie (kwatera 31B-tuje-6).

## Odznaczenia
- Krzyż Komandorski z Gwiazdą Orderu Odrodzenia Polski (pośmiertnie, 1987)[6]
- Order Sztandaru Pracy II klasy (1984)
- Krzyż Oficerski Orderu Odrodzenia Polski (1960)
- Medal Komisji Edukacji Narodowej
- Medal 40-lecia Polski Ludowej
- Medal 30-lecia Polski Ludowej
- Medal 10-lecia Polski Ludowej (1955)[7]
- Złota odznaka honorowa „Za Zasługi dla Warszawy” (1960)[8]
- Order Sztandaru Jugosławii ze Złotym Wieńcem (Jugosławia)
- Złoty Medal Marszałka Tito (Jugosławia)
- Krzyż Oficerski Orderu Korony (Belgia)